# Ctenucha corvina
Ctenucha corvina là một loài bướm đêm thuộc phân họ Arctiinae, họ Erebidae.